# 久米三十六姓
久米三十六姓（くめさんじゅうろくせい）は、1392年に明の洪武帝より琉球王国に下賜されたとされる閩人（現・福建省の中国人）の職能集団、及びその後三百年間にわたり閩から渡来した者や首里・那覇士族から迎え入れた人々の総称。

## 概要
一般的には、琉球国王察度（在位1350年 - 1395年）の時代の1392年、洪武帝の命により多くの学者や航海士などの職能集団が来琉したと言われる。閩（びん）と呼ばれた現在の福建省からの渡来人であったため閩人三十六姓とも呼ばれた。しかし福建人だけではなく、福建省出身の客家も部分的に含まれた可能性が明らかになってきている。
洪武帝からの下賜と言われるが大量集団移住と言う性格のものではなく、その多くは琉球において次第に形成されていった華人社会が基礎となった見られている。明からの人材提供と言う側面はあった。朝貢事務や船舶の運航に携わるよう琉球への帰化が命じられた事例が確認されている。人材育成の面でも明は支援しており、1392年以降、琉球留学生三五郎亹らを国子監で受け入れた。なお留学生の受け入れは、途中中断をしながらも1868年まで続けられた。
集団の位置づけとしては、『明実録』嘉靖二十六年（西暦1547年）十二月辛亥の條によれば、三十六姓は琉球に入籍した以上、福建に籍を置くのは違法だとの皇帝の判決が下された。彼らは那覇の久米村（現・那覇市久米、唐栄とも）に定住したことから久米三十六姓と呼ばれるようになる。三十六姓といっても三十六人いたわけではなく、当時の中国では「三十六」はとても多い事の意味で、その中国から大勢の人が来たためそう呼ばれた。一時は五姓にまで減ったとも言われている。
中国福建省福州市台江区にある柔遠駅（琉球館）の移居琉球的閩人姓氏によれば「蔡・鄭・金・林・陳・毛・王・梁・阮・孫・曾・魏・程・紅・周・李・高・呉・瀋・田・馬・銭・宗・葉・范・楊・郭・翁・于・韓・賈・兪・宋・陶・伍・江」の36姓が書かれている。
また久米三十六姓の末裔、及び久米村に住んでいた人々は久米村人（くにんだんちゅ）と呼ばれた。久米三十六姓の末裔たちは、琉球が廃藩置県で沖縄県になるまで約五百年の間、主として中国－琉球間の外交、貿易に従事し、久米士族としては異例の三司官に就任した蔡温や謝名利山をはじめ、多くの政治家、学者等を輩出した。
『中山世譜』（18世紀）には、「（洪武）二十五年壬申……太祖……更賜閩人三十六姓」云々とあり、1392年、洪武帝は他の下賜品に加えて、閩人三十六姓を賜ったとの記述がある。しかし、明側の同時代史料である『明実録』等には、こうした記載がないことから、近年では研究者の間で三十六姓下賜説について疑問の声も出ている。
『朝鮮王朝実録』の成化25年（1470年）の朝鮮人琉球漂流記に「（那覇には）唐人商販に来たりて、因りて居する者あり」との記述があり、15世紀には商売目的で琉球に渡来居住していた中国人がいたことが分かる。それゆえ、久米三十六姓とは、貿易、商売目的の中国人達が14世紀末以降、随時琉球へ渡来移住し、後に彼らの子孫によって、自分たちの先祖は洪武帝によって下賜されたという「物語」が作られたのではないかと考える説もある。
江戸時代初期の薩摩藩による琉球侵攻後に、薩摩藩に従わず処刑された琉球王国の三司官の謝名利山も、その一人である。儒学の導入と教育制度の整備に関与した名護親方寵文（程順則）や、統治制度と実学思想の構築に取り組んだ具志頭親方文若（蔡温）など、久米村出身の人々は琉球の行政や学問分野において重要な役割を果たしていた。

## 門中の一覧
門中とは、血縁団体のことである。以下は、久米三十六姓の門中の一覧である。
- 蔡氏（始祖崇。具志頭家）
- 蔡氏（始祖宗貴。平川家）
- 程氏（始祖鵬。名護家）
- 鄭氏
- 郭氏
- 翁氏
- 林氏
- 金氏
- 毛氏
- 紅氏
- 楊氏
- 魏氏
- 陳氏
- 梁氏
- 阮氏
- 王氏
- 李氏
- 周氏
- 韓氏
- 賈氏
- 兪氏
- 宋氏
- 曾氏